# Scandar Copti

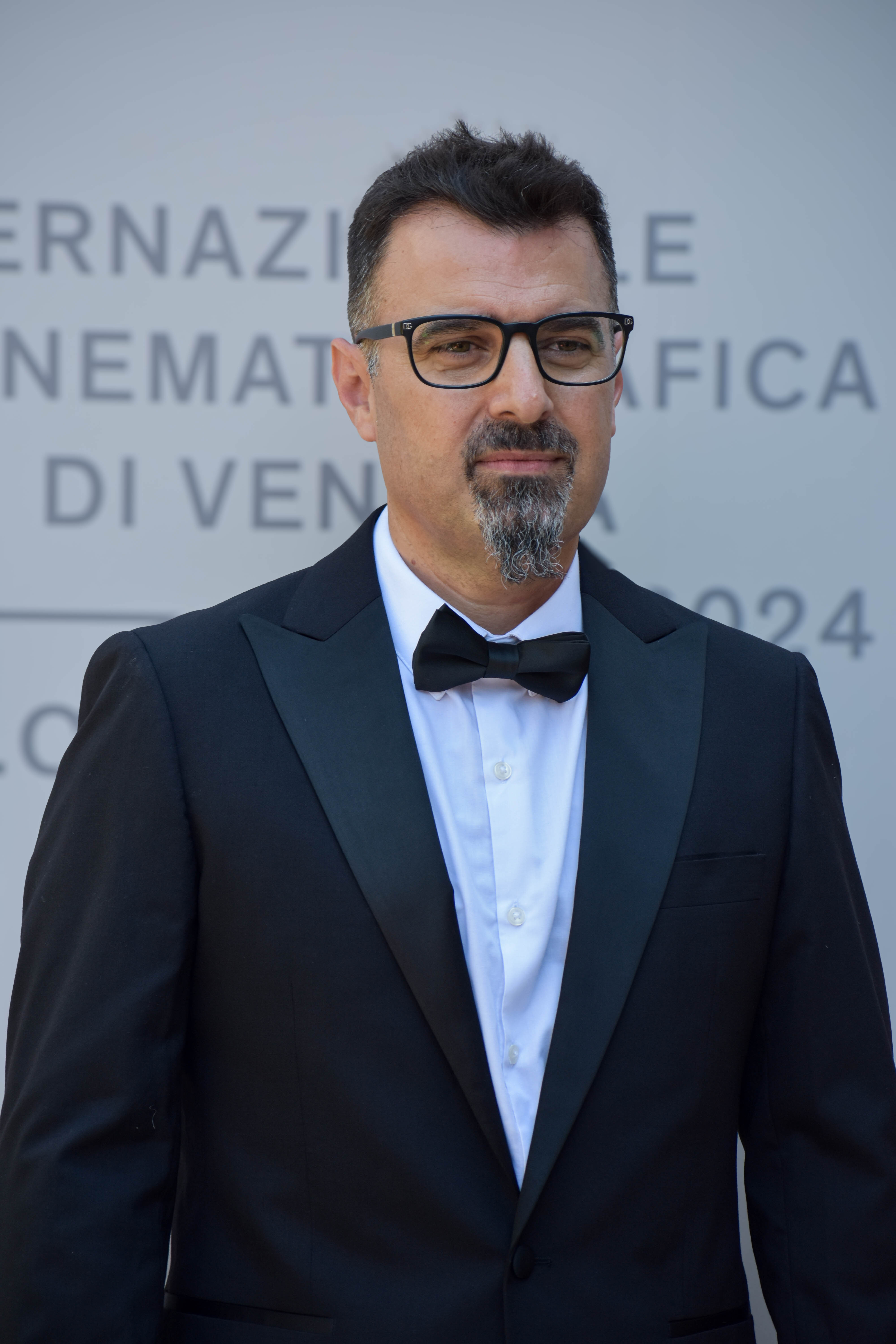
Scandar Copti

Scandar Copti (* 1975 in Jaffa, Tel Aviv, Israel) ist ein palästinensischer Filmemacher arabisch-christlicher Herkunft.

## Leben
Scandar Copti wurde als Sohn von Maria, einer Direktorin und Bildungspolitikerin in Jaffa, und Ilja, einem Zimmermann, in einer christlich-arabischen Familie in Jaffa, einem Stadtteil von Tel Aviv-Jaffa geboren. Er erhielt einen Bachelor an der Technion in Maschinenbau und spielte im Technion Theater unter der Leitung von Ouriel Zohar. Anschließend studierte er Film an der Universität Tel Aviv und war zeitgleich bereits Regieassistent von Eran Riklis in dessen Drama Die syrische Braut.
Nachdem er bereits 2002 den Kurzfilm אמת (Übersetzung: wahr/echt) mit dem Musiker Rabia Bukhari inszenierte, drehte er 2009 gemeinsam mit Yaron Shani das Drama Ajami. Dabei übernahm er nicht nur die Rolle des Binj, sondern auch die Regie, das Drehbuch, den Schnitt und die Produktion des Films. Ajami wurde national wie international von Kritikern gelobt und mit Filmpreisen ausgezeichnet. Nachdem er den israelischen Filmpreis Ophir für den Besten Film erhalten hatte, wurde er automatisch als Beitrag für den Oscar des Besten fremdsprachigen Films eingereicht und wurde im Endeffekt als einer von fünf Nominierten ausgewählt. Copti kommentierte dies, dass es lediglich ein technischer Vorgang sei und er sich nicht fühle, als würde er von Israel auserwählt werden, um das Land bei den Oscars zu präsentieren. Das führte zu größeren medialen Protesten innerhalb Israels.

## Filmografie (Auswahl)
- 2002: אמת
- 2004: Die syrische Braut (Ha-Kala Ha-Surit) (Regieassistenz)
- 2009: Ajami
- 2024: Happy Holidays

## Auszeichnungen und Nominierungen (Auswahl)
Oscar
- 2010: Nominierung für den Besten fremdsprachigen Film mit Ajami

Ophir Award
- 2009: Auszeichnung für die Beste Regie von Ajami
- 2009: Auszeichnung für den Besten Film mit Ajami

Internationale Filmfestspiele von Venedig
- 2024: Nominierung für den Orizzonti-Award als Bester Film mit Happy Holidays
- 2024: Auszeichnung für den Orizzonti-Award als Bestes Drehbuch mit Happy Holidays

Internationales Filmfestival Thessaloniki
- 2024: Auszeichnung als Bester Spielfilm mit Happy Holidays[2]